# آسیب له شدگی
آسیب له شدگی (به انگلیسی: crush injury) آسیبی است که توسط جسم خارجی باعث فشرده شدن بدن می‌شود. این نوع آسیب در به شکل عمومی در حالت غیرنظامی نادر است، اما در بلایای طبیعی رایج است. علل دیگر عبارتند از حوادث محیط کار، تصادفات جاده‌ای، فروریختن ساختمان، امداد رسانی در بلایا یا حوادث تروریستی.

## عوارض
- شوک هیپوولمی .(به انگلیسی: Hypovolaemic Shock) از دست دادن پلاسما در غشای سلول‌های آسیب دیده و دیواره مویرگی می‌تواند مستقیماً به هیپوولمی شدید منجر شود.[۳] علاوه بر این، شوک می‌تواند از افسردگی میوکارد به دنبال آزاد شدن الکترولیت‌های داخل سلولی ایجاد شود. علاوه بر این، میزان و محل آسیب، شامل خونریزی ناشی از شکستگی‌های لگن یا استخوان بلند نیز ممکن است همزمان وجود داشته باشد.
- هیپرکالمی (به انگلیسی: Hyperkalaemia) و عدم تعادل الکترولیت (به انگلیسی: electrolyte imbalance). اختلال در غشای سلولی می‌تواند منجر به آزاد شدن میزان قابل توجهی از پتاسیم شود، که یک کاتیون درون سلولی است و می‌تواند ایست قلبی را تسریع کند. جداسازی کلسیم پلاسما در بافت آسیب دیده می‌تواند منجر به هیپوکلسمی نسبی شود که ممکن است احتمال اختلال انعقاد خون و شوک را بیشتر کند. ممکن است اسیدوز متابولیکناشی از آسیب خونرسانی مجدد و هیپوپرفیوژن با شوک مرتبط باشد.
- سندرم کمپارتمان. یک عارضه شایع له شدن در نتیجه آسیب بافت ادماتوز و توزیع مجدد مایع به داخل سلول و خونریزی است. سندرم کمپارتمان تثبیت شده ممکن است منجر به تشدید سندرم له شدن سیستمیک و مرگ غیرقابل برگشت سلول‌های عضلانی شود.[۳]
- نارسایی کلیه. آزاد شدن میوگلوبین توسط عضله آسیب دیده منجر به رابدومیولیز همراه با شوک می‌شود تخمین زده می‌شود که تا ۱۵ درصدمنجر به آسیب حاد کلیه می‌شود.[۴] آسیب حاد کلیه منجر به مرگ به‌طور قابل توجهی بالا است.

## پاتوفیزیولوژی
آسیب له شدگی در نتیجه له شدن بدن توسط یک جسم است. سندرم کراش یک نتیجه سیستمیک رابدومیولیز و متعاقب آن آزاد شدن محتویات سلولی است. شدت سندرم له شدگی به مدت و میزان له شدگی و همچنین حجم عضله آسیب دیده بستگی دارد. این می‌تواند ناشی از آسیب‌های کوتاه مدت و با شدت زیاد (مانند له شدن زیر آوار ساختمان) یا آسیب‌های کم شدت و طولانی مدت مانند کما یا بی حرکتی ناشی از مواد مخدر باشد.

## رفتار
جایگزینی سریع مایعات خطر نارسایی کلیه و شدت هیپرکالمی را کاهش می‌دهد و ممکن است نتایج را در آسیب‌های له شده ایزوله بهبود بخشد.
برای مجروحان با آسیب له شدگی جدا شده که از نظر همودینامیکی پایدار هستند، احیای مایع کریستالوئیدی با حجم زیاد، شدت آسیب کلیوی را کاهش می‌دهد.

## برای مطالعهٔ بیشتر
- Rajasekaran S. (2005). "Ganga hospital open injury severity score - A score to prognosticate limb salvage and outcome measures in Type IIIb open tibial fractures". Indian J Orthop. 39 (1): 4–13. Archived from the original on 16 September 2016. Retrieved 2 November 2021.